# Галтаджи
Галтаджи (на английски: Galtaji), или само Галта, е древен индуистки храмов комплекс в Индия, щата Раджастан.
Намира се на около 10 км от град Джайпур близо до магистралата Джайпур-Агра. В него има храмове, павилиони, природни извори и свещени „кундове“ (басейни).
Смята се, че там свети Галав прекарва живота си и медитира.
Основният храм е храмът Галтаджи, съграден от розов камък и с голям принадлежащ комплекс. Известен е с многото маймуни, които живеят в него, основно от видовете макак резос и лангур, животът на които е представен в продукцията на National Geographic Channel „Маймуни крадци“. Поклонниците често ги хранят, като така изразяват почитта си към индуския бог на маймуните Хануман. Тук има много павилиони с извити покриви, изискано украсени стълбове и боядисани стени. Храмът е заобиколен от извори, обявени за свещени. От седемте басейна най-свещен е басейна „Галта“. Много хора правят свещено измиване в техните води, особено по време на празненствата около Макар Санкрати.
Има и друг храмов комплекс с храм на Балтаджи. Друг важен храм е посветен на бога на Слънцето Суря, създаден през 18 век.